# Esszimmer
Das Esszimmer bzw. Speisezimmer ist das Zimmer einer Wohnung oder eines Wohnhauses, das vorwiegend dazu dient, Mahlzeiten einzunehmen.

## Allgemein
Im Esszimmer steht ein Esstisch, der früher in Schlössern oder Burgen Tafel genannt wurde. An diesem Tisch trifft man sich, um gemeinsam zu essen. Auch öffentliche Einrichtungen wie Rathäuser verfügen über Esszimmer für besondere Anlässe und Empfänge.
Als repräsentativer Raum für Gäste waren Esszimmer oft auch mit Vitrinen für wertvolles Geschirr und Glaswaren eingerichtet. Die "gute Stube" wurde an Sonn- und Feiertagen genutzt, einfache Alltagsmahlzeiten wurden in der Küche eingenommen.
In vielen Kulturen und Traditionen weltweit findet man ein solches Zimmer vor und es bildet einen Teil der jeweiligen Esskultur der Menschen. Üblich ist es auch, dass das Esszimmer ein Ort der Zusammenkunft oder die Begegnungsstätte der jeweiligen Gesellschaft ist und es wird sich daher häufig neben dem Essen untereinander ausgetauscht.

## Geschichte
In der modernen Wohnplanung werden häufiger offene Wohn-Ess-Bereiche oder Wohnküchen mit Essplatz geplant, separate Esszimmer sind unüblich. Durch den technischen Fortschritt im Haushalt ist es nicht mehr notwendig, die Küche als Ort von schmutzigen oder lauten Hausarbeiten (wie dem Kochen mit Kohleöfen, Rupfen und Ausnehmen von Geflügel, oder Wäschewaschen) räumlich abzugrenzen.

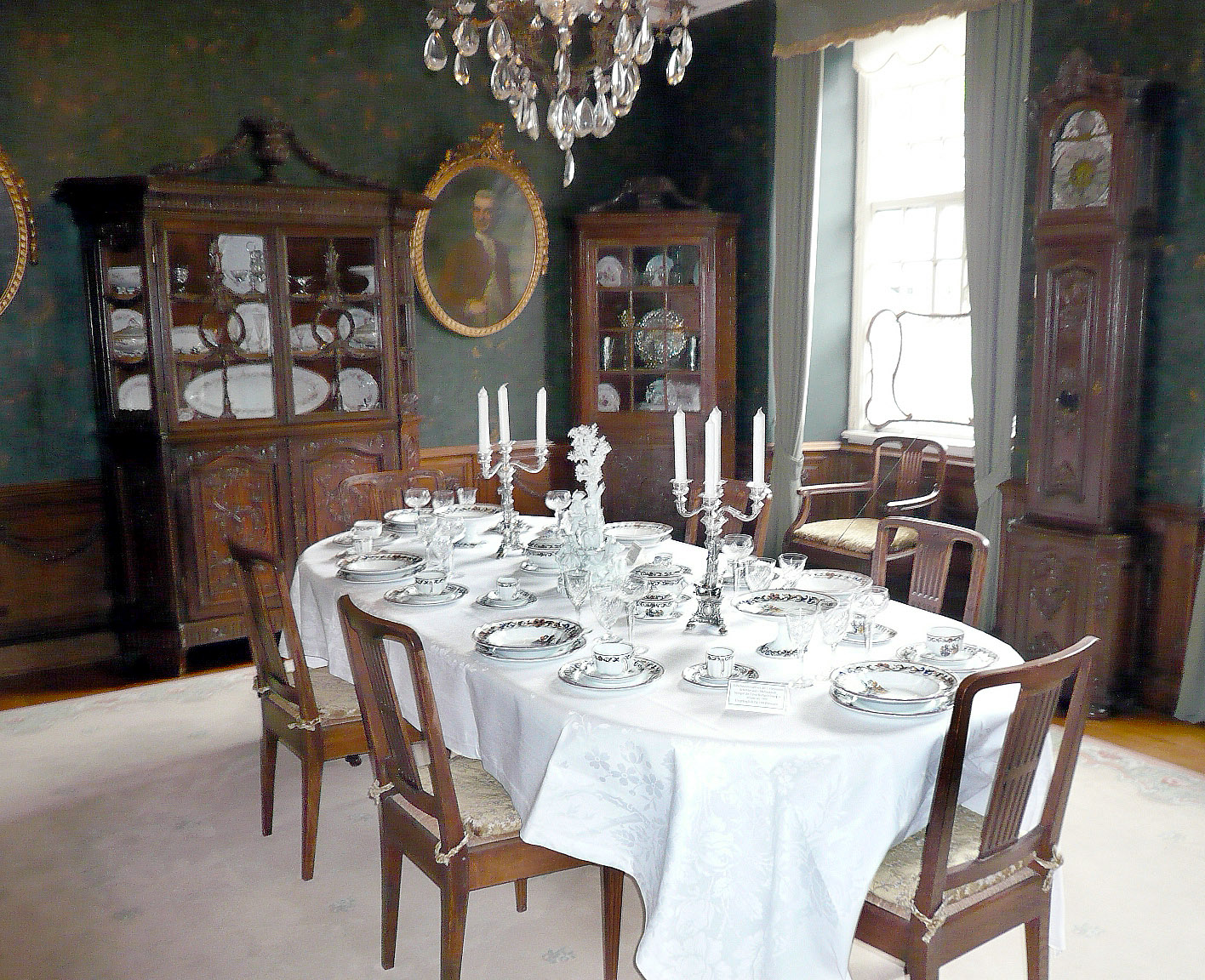
Esszimmer (1780)
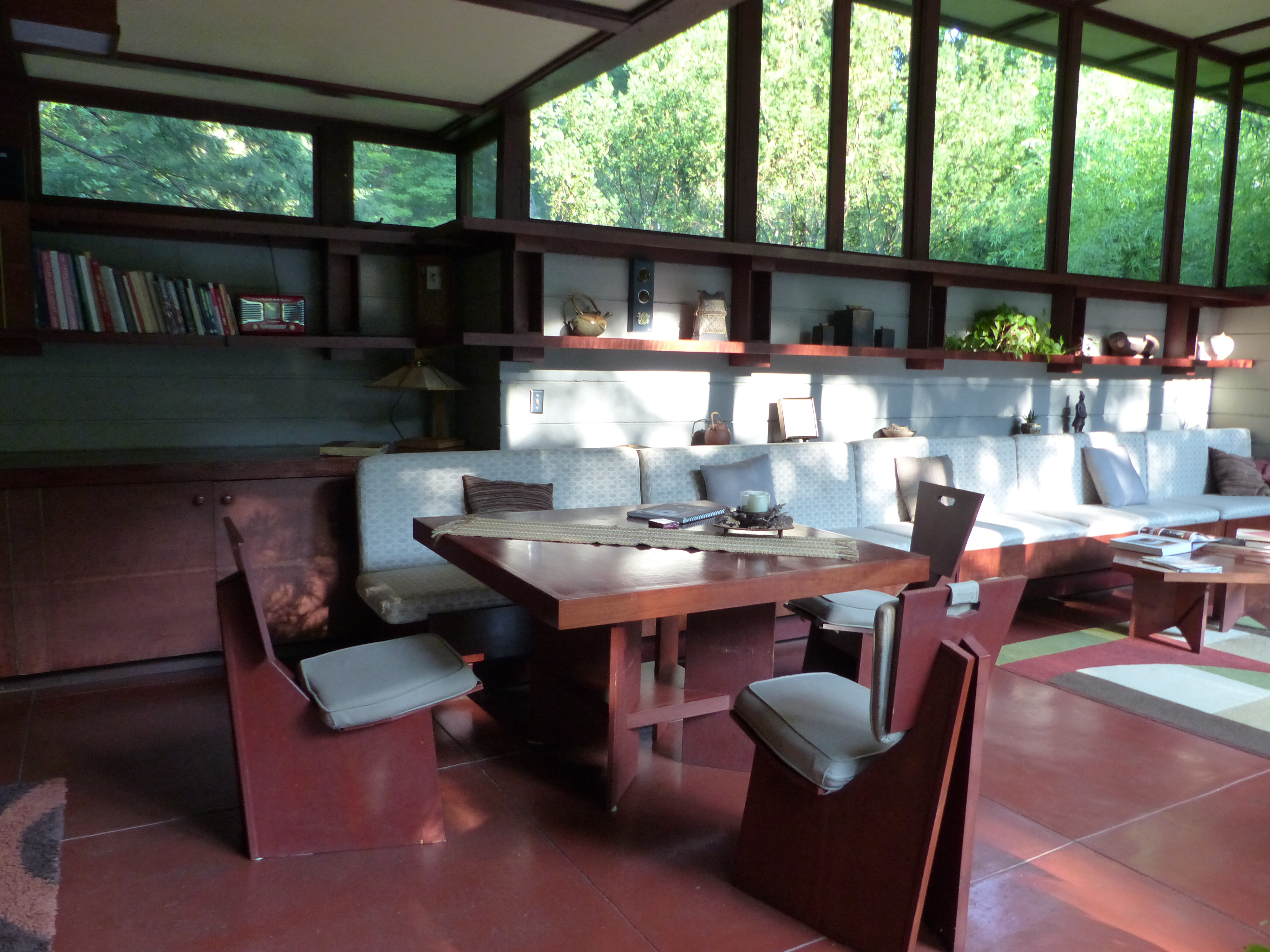
Frank Lloyd Wright hat anstelle von Esszimmern häufig Essbereiche entworfen (Louis Penfield House, 1955)
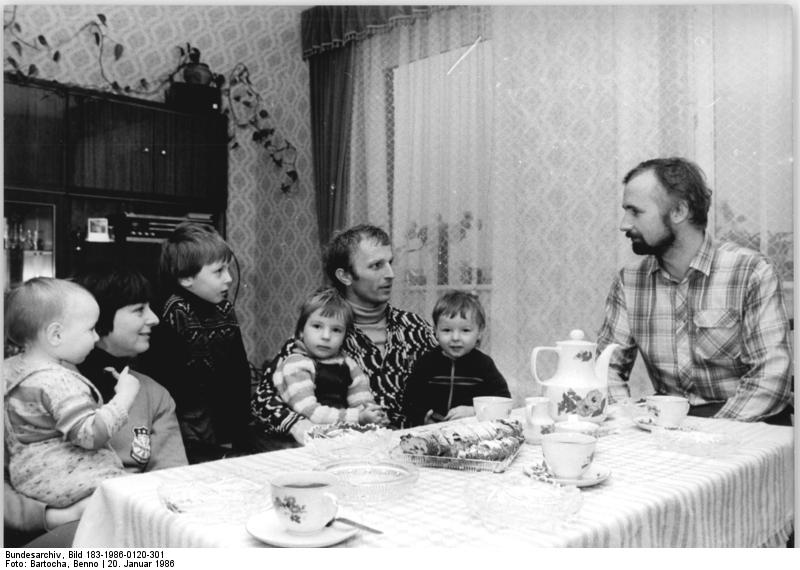
Esszimmer (1986)
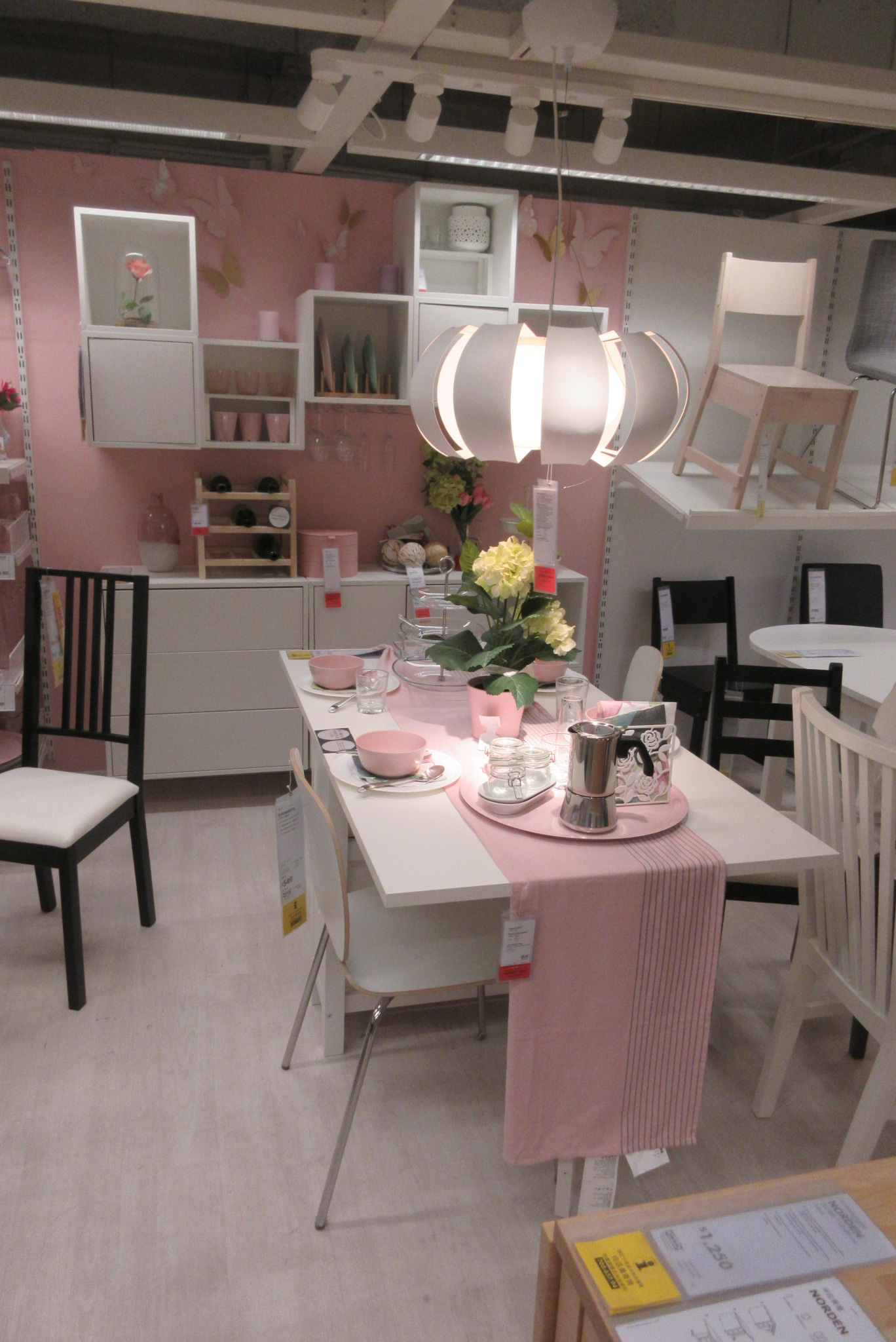
Moderne Esszimmermöbel, 2017